# Rohr in Niederbayern

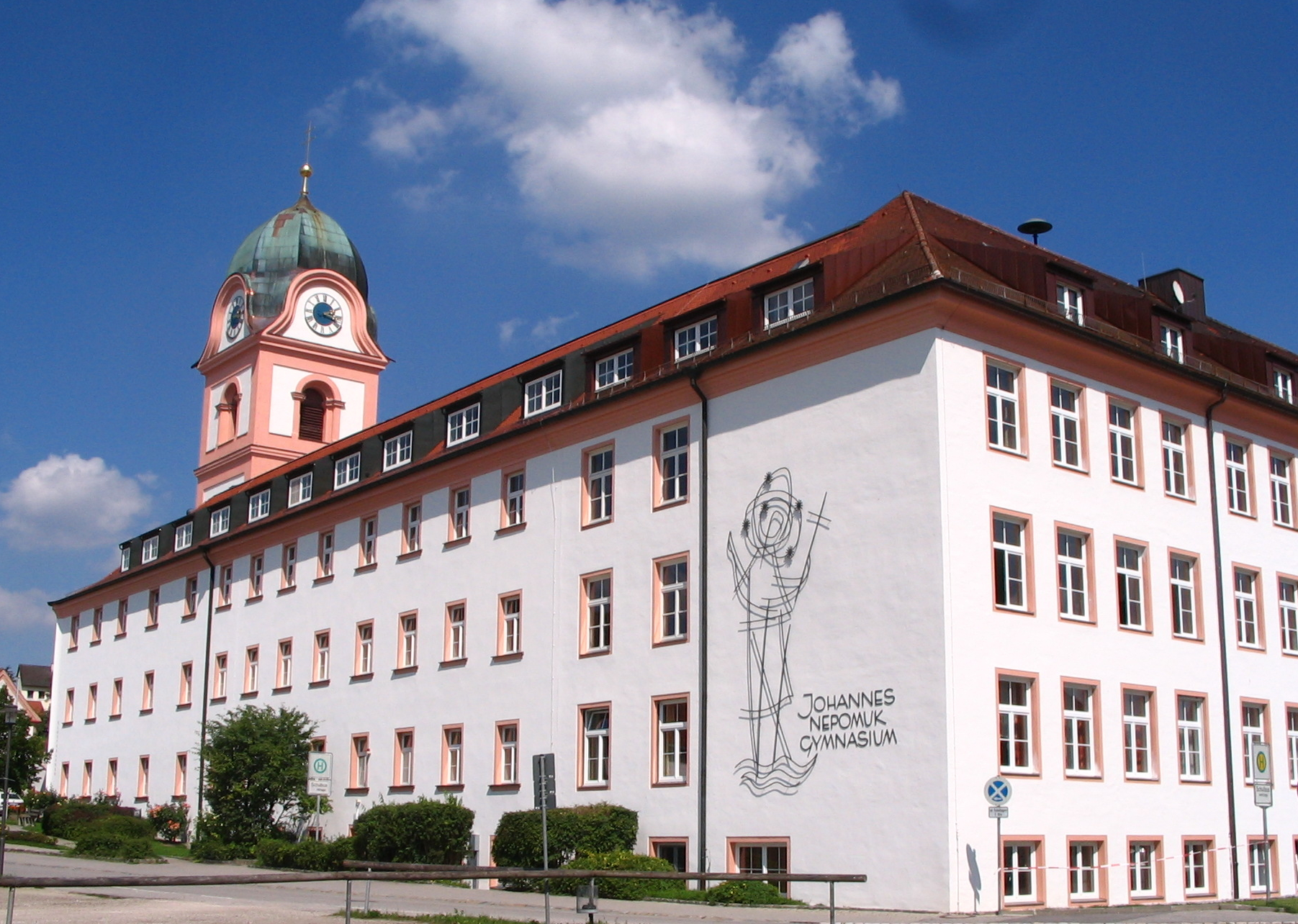
Rohr in Niederbayern

Rohr in Niederbayern este o comună-târg din districtul Kelheim, regiunea administrativă Bavaria Inferioară, landul Bavaria, Germania.
Se află la o altitudine de 426 m deasupra nivelului mării. Are o suprafață de 54,21 km² și 54,12 km². Populația este de 3.323 locuitori, determinată în 30 septembrie 2019, prin actualizare statistică[*].